# Long An, thị xã Tân Châu
Long An là một xã thuộc thị xã Tân Châu, tỉnh An Giang, Việt Nam.

## Địa lý
Xã Long An có vị trí địa lý:
- Phía đông giáp phường Long Châu
- Phía tây giáp xã Châu Phong
- Phía nam giáp các xã Phú Vĩnh và Lê Chánh
- Phía bắc giáp xã Tân An.

Xã có diện tích 11,21 km², dân số năm 2019 là 9.087 người, mật độ dân số đạt 811 người/km².

## Hành chính
Xã Long An được chia thành 4 ấp: Long Hiệp, Long Hòa, Long Thành và Tân Hậu B2.

## Lịch sử
Ngày 25 tháng 4 năm 1979, Hội đồng Chính phủ ban hành Quyết định 181-CP. Theo đó:
- Sáp nhập ấp Long Châu của xã Long Phú, một phần ấp Phú An B, ấp Phú Hưng và ấp Phú Hữu của xã Phú Vĩnh vào xã Tân An
- Chia xã Tân An thành hai xã Tân An và Long An.

Khi mới thành lập, xã Long An thuộc huyện Phú Châu.
Ngày 13 tháng 11 năm 1991, huyện Phú Châu được chia lại thành hai huyện An Phú và Tân Châu, xã Long An thuộc huyện Tân Châu.
Ngày 19 tháng 5 năm 2003, Chính phủ ban hành Nghị định 53/2003/NĐ-CP. Theo đó, điều chỉnh 165 ha diện tích tự nhiên và 3.484 người của xã Long An về thị trấn Tân Châu quản lý.
Sau khi điều chỉnh địa giới hành chính, xã Long An còn lại 1.197 ha diện tích tự nhiên và 13.918 người.
Ngày 24 tháng 8 năm 2009, Chính phủ ban hành Nghị quyết số 40/NQ-CP. Theo đó, chuyển huyện Tân Châu thành thị xã Tân Châu và điều chỉnh 358,30 ha diện tích tự nhiên, 3.690 người của xã Long An để thành lập phường Long Châu thuộc thị xã Tân Châu.
Sau khi điều chỉnh địa giới hành chính, xã Long An còn lại 1.123,47 ha diện tích tự nhiên và 11.264 người.